# Hyloscirtus caucanus
Hyloscirtus caucanus är en groddjursart som först beskrevs av Ardila-Robayo, Ruiz-Carranza och Sonia Roa-Trujillo 1993.  Hyloscirtus caucanus ingår i släktet Hyloscirtus och familjen lövgrodor. IUCN kategoriserar arten globalt som otillräckligt studerad. Inga underarter finns listade i Catalogue of Life.